# 摆浪河水库
摆浪河水库，位于中国甘肃省张掖市肃南裕固族自治县大河乡西岭村五湾、摆浪河上游的一座小（一）型水库水库，其为下游高台县新坝灌区的配套工程，故水库由高台县建造和管理。水库一期工程于1972年5月至1975年11月进行，总投资501万元。二期工程于1980年5月1日动工。1984年6月竣工，总投资565万元。水库大坝为壤土心墙砂砾壳坝，二期工程完工后坝高43.5米，坝顶长465米，坝顶宽6米，总库容715万立方米，有效库容677万立方米，设计灌溉6万亩。